# 德语社群政府

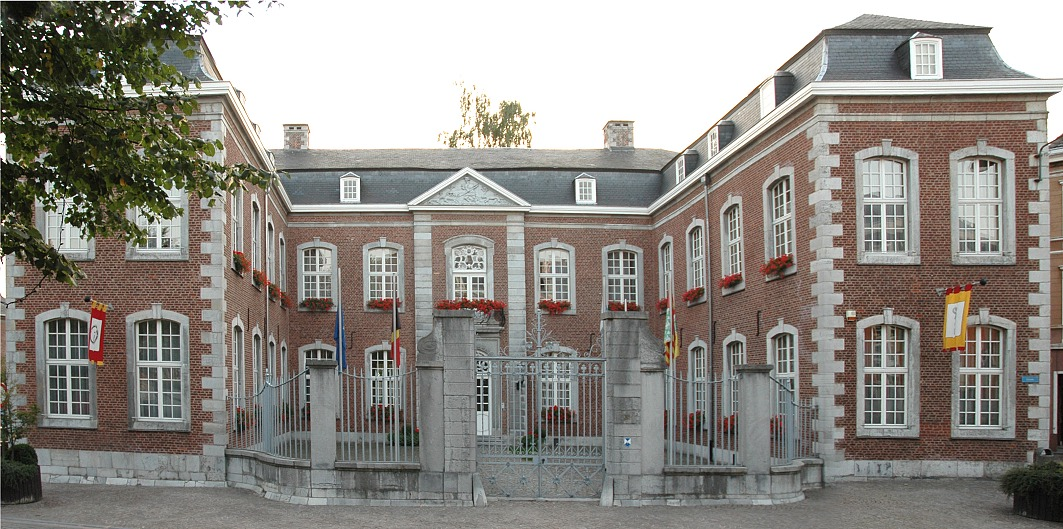
政府驻地

德语社群政府（德語：Regierung der Deutschsprachigen Gemeinschaft，简称）是比利时德语社群的行政部门，也是比利时的六个主要政府（联邦政府、布鲁塞尔首都大区政府、弗拉芒政府、瓦隆政府、法语社群政府、德语社群政府）之一，位于列日省东部。其由德语社群议会选出的若干部长组成，并由一位主席领导。